# Cầu Yanggak

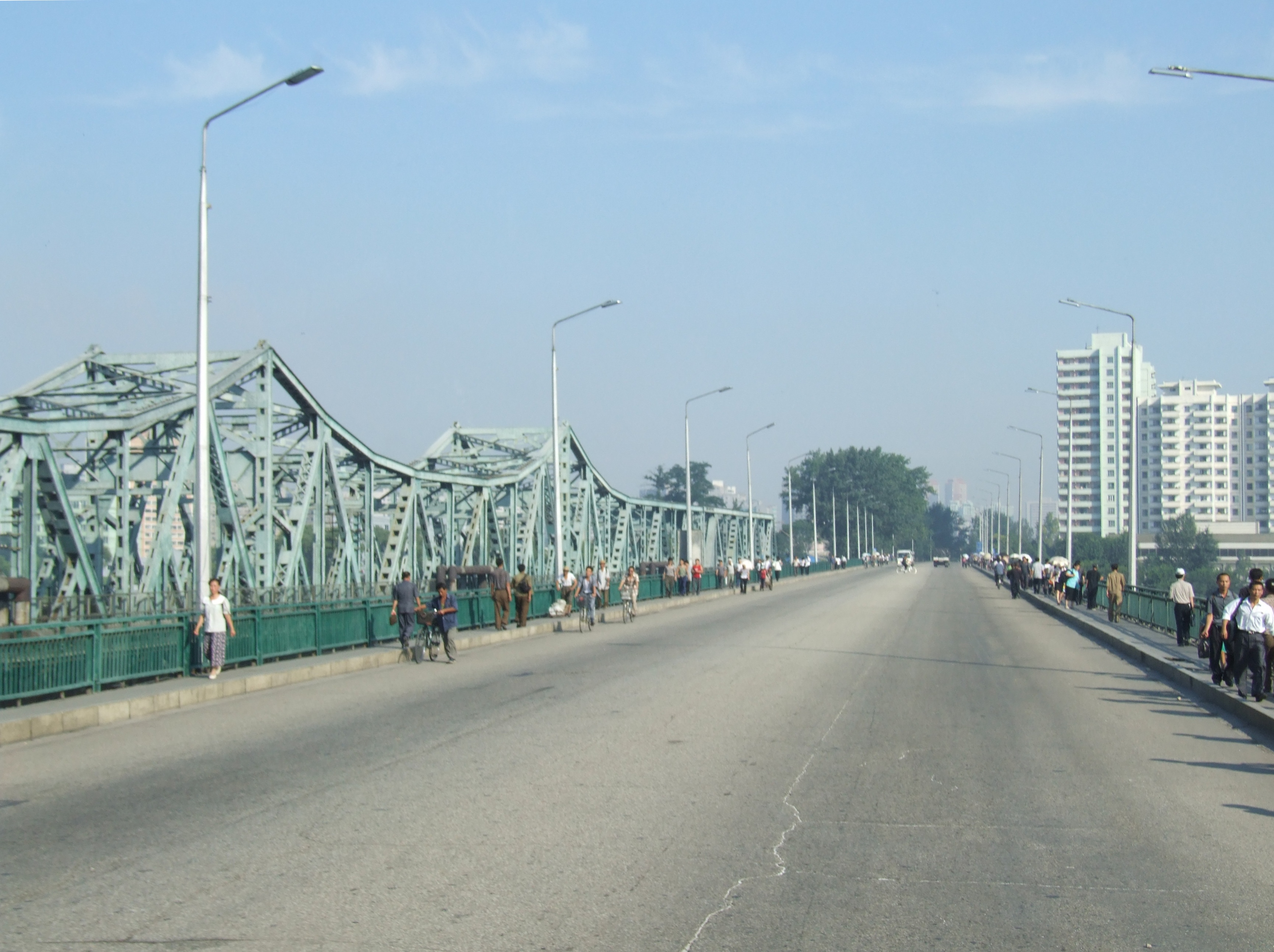

Cầu Yanggak (양각 교) là cây cầu thứ hai (kết nối hai bên bờ tây - đông) trong số sáu cây cầu chính trên sông Đại Đồng ở Bình Nhưỡng. Giữa cầu có một đoạn đường nối sang đảo Yanggak.